# English Bazar
English Bazar est une ville indienne (également connue sous le nom de Malda) située dans le district de Malda dans l’État du Bengale-Occidental. En 2011, sa population était de 216 083 habitants.